# Eisleben
Eisleben là một thị trấn nằm ở bang Sachsen-Anhalt, Đức. Nó nổi tiếng là quê hương của Martin Luther, do đó, tên chính thức của nó là Lutherstadt Eisleben. Tính đến năm 2015, Eisleben có dân số 24.198 người. Nó nằm trên tuyến đường sắt Halle–Hann. Münden.
Eisleben được chia thành hai phần cũ và mới (Altstadt và Neustadt). Neustadt do các thợ mỏ của Eisleben lập ra trong thế kỷ thứ 14. Eisleben là thủ phủ của huyện Mansfelder Land và là nơi đặt trụ sở của "đô thị kết hợp" Lutherstadt Eisleben bao gồm Burgsdorf, Hedersleben và Eisleben.

## Lịch sử
Eisleben lần đầu tiên được nhắc đến vào năm 997 với tên gọi cũ là Islebia khi đó là một khu chợ và trở thành một thị trấn vào năm 1180. Các bá tước Mansfeld cai quản khu vực này cho đến thế kỷ 18. Trong cuộc Cải cách Tin lành, bá tước Hoyer VI của Mansfeld-Vorderort (1477–1540) vẫn trung thành với đức tin Công giáo của mình nhưng các nhánh Mittelort và Hinterort của gia tộc đã đứng về phía Martin Luther, người cuối cùng đã qua đời ở Eisleben. Chiến tranh Nông dân Đức tàn phá khu vực này, khoảng một thế kỷ trước khi Chiến tranh Ba Mươi Năm nổ ra. Bá tước Albrecht VII của Mansfeld-Hinterort (1480–1560) đã ký tuyên bố Augsburg theo đạo Tin lành vào năm 1530 và tham gia Liên minh Schmalkalden, một liên minh phòng thủ của các hoàng tử theo đạo Tin lành cuối cùng đã thua trong chiến tranh Schmalkaldischer ở Sachsen trước các lực lượng của Karl V nhưng Giáo hội Luther đã được thừa nhận là một tôn giáo chính thức trong Đế quốc La Mã Thần thánh, cho phép các hoàng tử xác định tôn giáo chính thức trong vùng đất của họ.
Hòa ước Augsburg năm 1555, nữ bá tước của Mansfield là Agnes von Mansfeld-Eisleben, một giáo chủ Tin lành tại Tu viện Gerresheim đã cải đạo cho Gebhard Truchsess von Waldburg, tổng giám mục-tuyển đế hầu Köln sang chủ nghĩa Calvin. Cuộc hôn nhân của họ và tuyên bố về sự bình đẳng tôn giáo của ông trên khắp các vùng đất của mình đã gây ra một cuộc chiến tranh tôn giáo khác, Chiến tranh Köln. Cặp đôi đã bỏ trốn nhiều lần qua các bang khác nhau của Đức trước khi Gerhard từ bỏ yêu sách của mình vào năm 1588. Ông qua đời và được chôn cất tại Strasbourg vào năm 1601, thất bại trong nỗ lực chuyển đổi hội đồng bầu cử của mình thành một triều đại. Phu nhân của ông (người không thể trở lại tu viện) dưới sự bảo vệ của Công tước Württemberg và qua đời vào năm 1601, chấm dứt nhánh Mittelort của gia tộc Mansfeld.
Năm 1574, những người còn sống sót của Mansfeld gồm Hans Hoyer, Hans Georg, Hans Albrecht và Bruno đã ký một thỏa thuận với tuyển đế hầu Sachsen để trả các khoản nợ lớn của gia đình, nhưng một số tài sản đã bị tịch thu vào năm 1579. Các thành viên của nhánh Hinterort đã lần lượt chết vào năm 1666, nhưng Mansfeld-Vorderort vẫn tồn tại cho đến năm 1780, khi bị diệt vong và Eisleben trực thuộc khu vực bầu cử Sachsen. Sau khi Chiến tranh Napoléon kết thúc, Đại hội Viên giao Eisleben cho Vương quốc Phổ vốn từ lâu đã liên minh với nhà Welf, những người nắm giữ công quốc Magdeburg và sau khi hoàn tục hóa vào năm 1680, nó được quản lý bởi Tuyển đế hầu Brandenburg.
Tỉnh Sachsen của Phổ trở thành một phần của Nhà nước Tự do Phổ sau Chiến tranh thế giới lần thứ nhất.  Đây là nơi diễn ra các cuộc giao tranh trong Hành động Tháng Ba năm 1921. Sau Chiến tranh thế giới lần thứ hai, Eisleben trở thành một phần của bang Sachsen-Anhalt mới (với Magdeburg là thủ phủ), một phần của Cộng hòa Dân chủ Đức cho đến khi nước Đức thống nhất vào năm 1990.

## Martin Luther

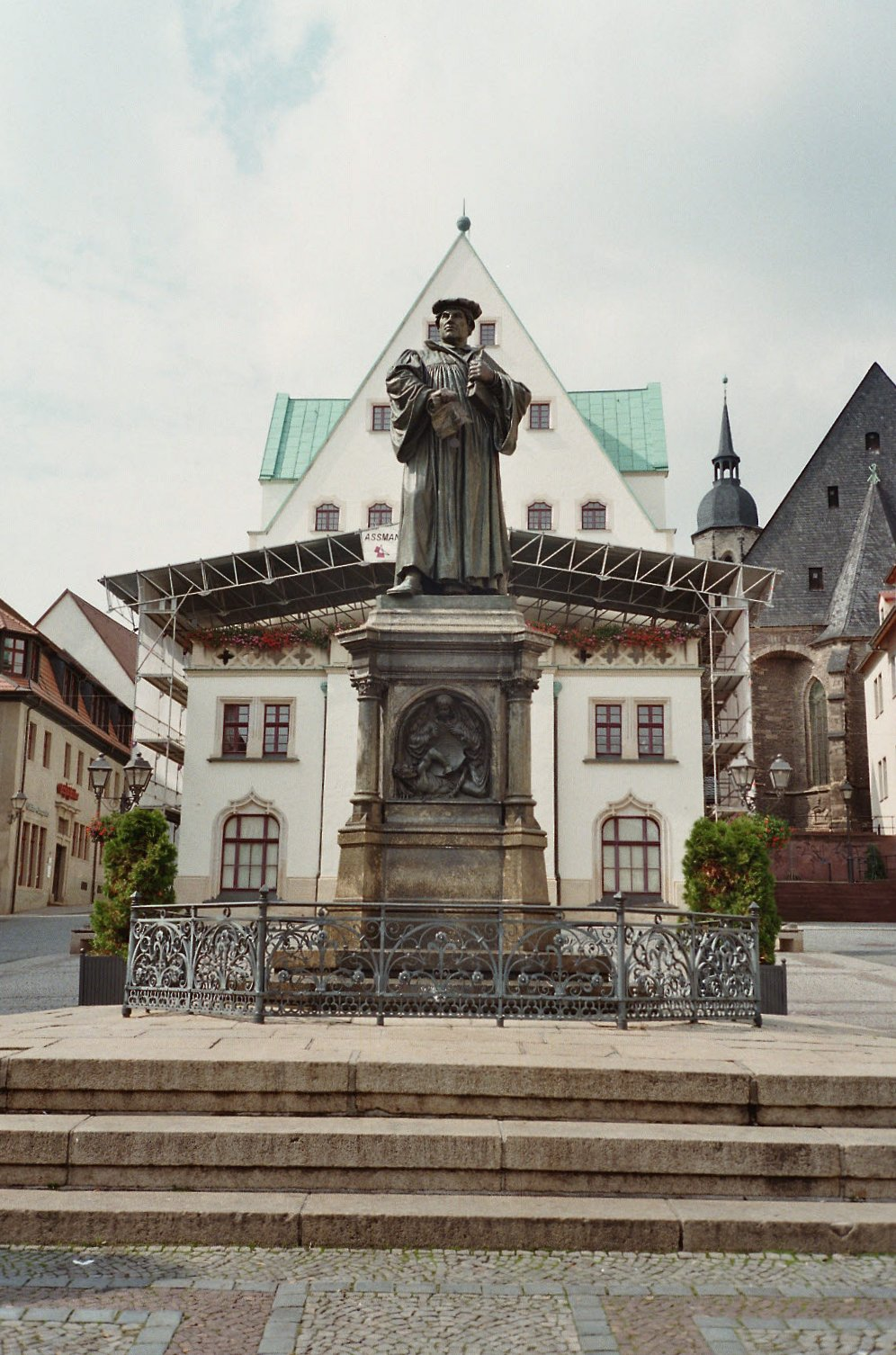
Tượng đài kỷ niệm Martin Luther ở Quảng trường chợ

Nhà Cải cách Tin lành Martin Luther sinh ra ở Eisleben vào ngày 10 tháng 11 năm 1483. Cha của ông, Hans Luther là một thợ mỏ như nhiều người khác ở Eisleben. Gia đình Luther chuyển đến Mansfeld khi ông mới một tuổi và ông sống ở Wittenberg phần lớn cuộc đời. Có vẻ như một sự tình cờ Luther đã thuyết giảng bài giảng cuối cùng của mình và qua đời ở Eisleben vào năm 1546.
Eisleben đã thực hiện các bước để bảo tồn các đài tưởng niệm Luther từ năm 1689 và đi tiên phong trong lĩnh vực "du lịch di sản". Nhà thơ Đan Mạch Hans Christian Andersen đến Eisleben trong khi nghiên cứu các mối liên kết Luther cũng như lưu diễn qua Sachsen và Dãy núi Harz vào năm 1831.
Năm 1997, Nhà nơi sinh và nơi mất của Martin Luther tại Eisleben đã được UNESCO công nhận là Di sản thế giới. Ngoài ra, Luther đã được rửa tội tại Nhà thờ thánh Phêrô và Phaolô, nơi Luther được rửa tội (bồn nước rửa tội ở nhà thờ này vẫn còn y nguyên) và Nhà thờ thánh Andreas, nơi ông thuyết giáo lần cuối cùng trước khi qua đời.

## Các nhân vật nổi tiếng

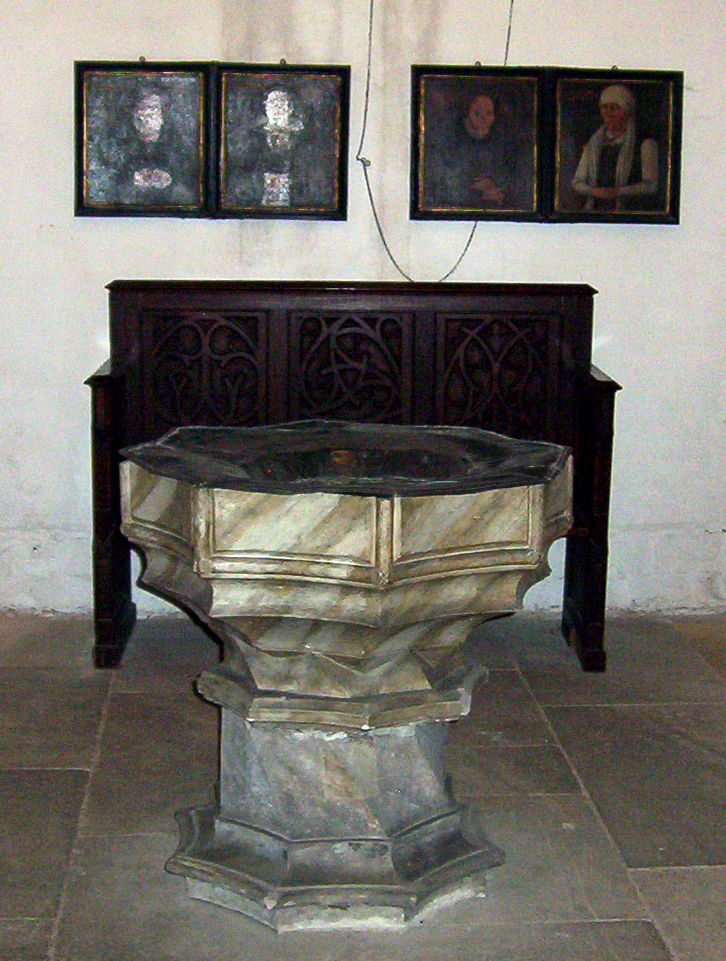
Bồn nước rửa tội ở nhà thờ, nơi Martin Luther được rủa tội

- Gertrude the Great (1256–1301), thuyết thần bí, vị thánh của Giáo hội Công giáo
- Martin Luther (1483–1546), nhà cải cách Tin lành, tác giả và giáo sư thần học
- Johannes Agricola (1494–1566), nhà cải cách Tin lành
- Caspar Schütz (khoảng 1540–1594) sử gia
- Friedrich Koenig (1774–1821), thợ in
- Ludwig Geyer (1779–1833), họa sĩ, nhà viết kịch và diễn viên
- Friedrich August von Quenstedt (1809–1889), nhà địa chất và cổ sinh vật học
- Max Schneider (1875–1967), sử gia âm nhạc
- Hermann Lindrath (1896–1960), chính trị gia và bộ trưởng CDU
- Egbert Hayessen (1913–1944), thiếu tá, nhân vật chủ chốt kháng chiến
- Werner Rataiczyk (1921–2021), họa sĩ
- Ute Starke (sinh 1939), vận động viên thể dục dụng cụ
- Gudrun Berend (1955–2011), vận động viên vượt rào
- Thomas Lange (sinh 1964), vận động viên chèo thuyền, hai lần vô địch Olympic
- Timo Hoffmann (sinh 1974), võ sĩ quyền Anh

## Thành phố kết nghĩa
Eisleben kết nghĩa với các thành phố:
- Herne, Đức
- Memmingen, Đức
- Raismes, Pháp
- Weinheim, Đức